# Предалпи
Предалпите (на френски: Préalpes; на немски: Voralpen; на италиански: Prealpi; на словенски: Predalpe) е комплекс от планински масиви в Европа, част от Алпите.
Те включват пръстен от средно високи – до 2000 – 3000 метра надморска височина – предимно седиментни планини, ограждащи вътрешните кристалинни масиви на Алпите. Разделят се на няколко подобласти – Френски Предалпи, Швейцарски Предалпи, Австрийски Предалпи, Баварски Предалпи, Италиански Предалпи.